# Miyagi Stadium
Miyagi Stadium (宮城スタジアム) er et fodboldstadion i byen Rifu, der ligger i Miyagi i Japan. Kapaciteten er på 49 133. Stadionet blev brugt under VM i fodbold 2002 i Japan og Sydkorea. Tre kampe blev under slutrunden spillet her. Miyagi Stadium er et af de planlagte stadions, der skal bruges til fodbold under sommer-OL 2020.

## Kampe under VM i fodbold 2002
- Gruppespil, 9. juni 2002: Mexico – Ecuador 2–1
- Gruppespil, 12. juni 2002: Sverige – Argentina 1–1
- Ottendedelsfinale: 18. juni 2002: Japan – Tyrkiet 0–1